# Il pianeta dimenticato
Il pianeta dimenticato (The Forgotten Planet) è un romanzo di fantascienza di Murray Leinster del 1954.

## Trama
Un pianeta è stato in passato predisposto per la terraformazione tramite due spedizioni. La prima per popolarlo di microorganismi e la seconda, per depositare piante e insetti. La terza spedizione vi avrebbe dovuto portare altri tipi di animali, ma non fu mai effettuata. Nei millenni, gli insetti hanno potuto evolversi indisturbati raggiungendo dimensioni enormi per gli standard terrestri. A seguito di un atterraggio di fortuna, un'astronave carica di passeggeri rimane intrappolata su quel pianeta senza più riuscire a ripartire.
Un paio di millenni dopo, un discendente di quei superstiti, Burl, sviluppa una capacità intellettiva e diventa capo della tribù. A causa di spore che infestano l'aria, Burl decide di far migrare la sua tribù su un altopiano. Dopo tale spostamento, la tribù viene notata da un'astronave scientifica e i superstiti dell'intero pianeta dimenticato vengono reintegrati nella società civile.

## Edizioni
- Murray Leinster, Il pianeta dimenticato, Collana I romanzi di Urania n. 88, Arnoldo Mondadori Editore, 1955,  p. 128.
- Murray Leinster, Il pianeta dimenticato, Collana Urania n. 354, Arnoldo Mondadori Editore, 1964,  p. 160.
- Murray Leinster, Il pianeta dimenticato, Collana Urania Collezione n. 171, Arnoldo Mondadori Editore, 2017,  p. 224.